# Legión Cóndor
La Legión Cóndor (en alemán: Legion Condor) fue el nombre dado a la fuerza de intervención mayoritariamente aérea que el III Reich envió en ayuda de las fuerzas de Franco para luchar en la guerra civil española. Adolf Hitler, canciller alemán, a sugerencia del jefe de la Luftwaffe, Hermann Göring, y con la intención de probar el arma aérea alemana en una guerra convencional, ofreció a Franco de forma secreta apoyo aéreo para su ejército terrestre. Esta ayuda consistió en apoyo logístico, transporte de tropas, suministros, carros de combate (sobre todo Panzer I) y artillería, creándose la primera escuela de carros de combate, bajo el mando del coronel del ejército alemán Wilhelm von Thoma, en el Castillo de las Arguijuelas de Arriba en las cercanías de la ciudad de Cáceres.
La intervención alemana en la Guerra Civil permitió a Hitler mejorar la calidad de sus aparatos y reparar los defectos de su arma aérea, preparándola para la ofensiva mundial que estaba planeando. Un ataque normal podía consistir en un vuelo previo de toma fotográfica. A continuación los bombarderos (unos 80 Junkers y Heinkel alemanes en 1936) eran custodiados por cazas italianos y más aviones de captura fotográfica. La precisión de sus bombas era sorprendente y revela un estudio detallado de los objetivos. Con el tiempo, se demostró como una de las piezas elementales en la victoria de Franco.

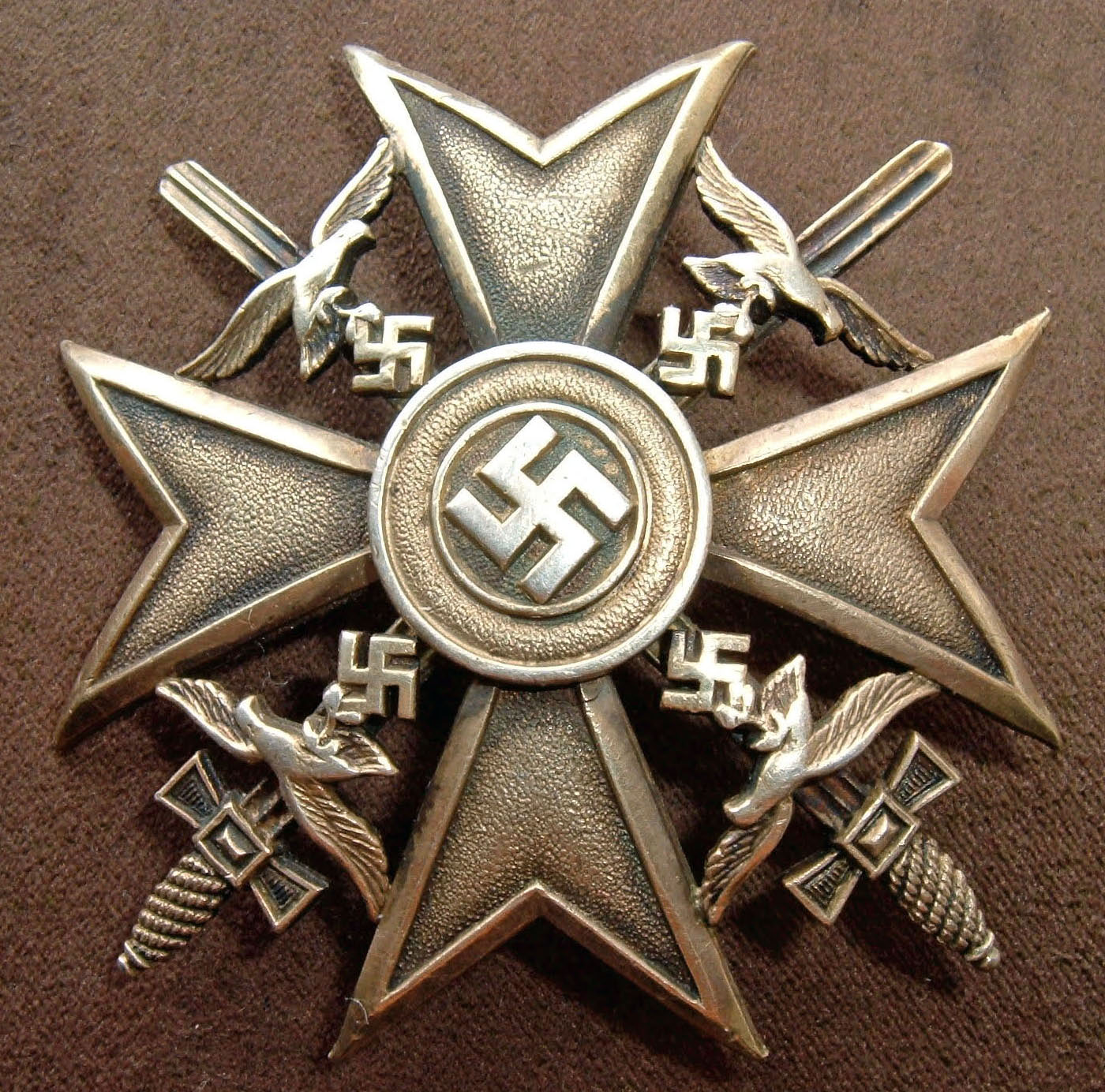
Cruz de España categoría oro de la Legión Cóndor.

## Antecedentes: La sublevación del 18 de julio

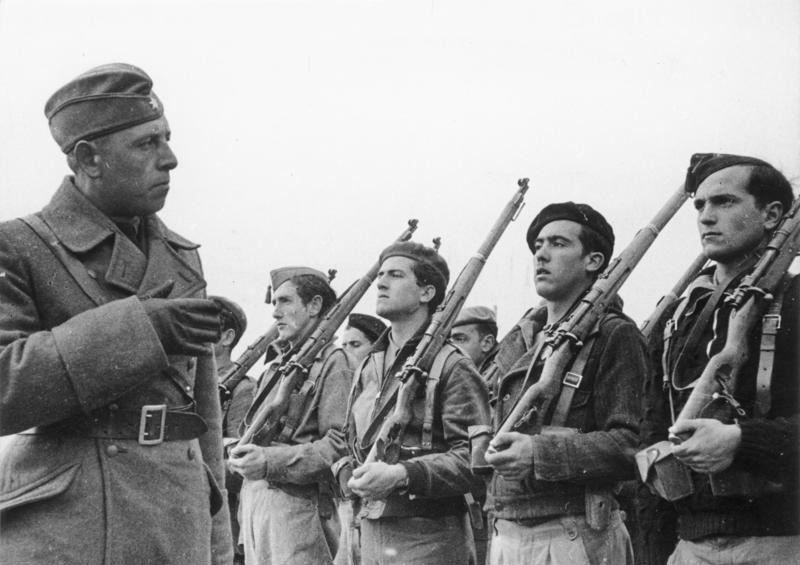
Cadetes españoles del bando sublevado recibiendo instrucción por un oficial alemán de la Legión Cóndor.

El 18 de julio de 1936 estalló una rebelión militar en el Protectorado español de Marruecos, que acabaría degenerando en una auténtica Guerra Civil. Lo cierto es que tanto los sublevados como las fuerzas gubernamentales no eran lo suficientemente fuertes como para vencer al contrario, pero el problema de los sublevados en Marruecos era mucho más grave: La flota se había mantenido fiel al gobierno y controlaba las aguas del estrecho de Gibraltar con lo que el paso a la península estaba cortado. Se necesitaba del empleo de aviones y el comandante del Ejército de África envió telegramas solicitando ayuda a los únicos líderes internacionales con posibilidad de que respondieran: Adolf Hitler y Benito Mussolini. El dictador italiano accedió al envío de una decena de aparatos de transporte y suministros militares, mientras que Hitler demoró su decisión hasta la intervención del entonces Ministro de Economía de Reich, Hermann Göring. En el Marruecos español se encontraba un importante hombre de negocios, Johannes Bernhardt, y sería él quien bajo sus influencias constituiría la figura en la sombra que tejía la ayuda alemana a Franco. Así, mediante la Operación fuegos mágicos (Unternehmen Feuerzauber) se dio comienzo a los preparativos para la aventura española, en la que el III Reich utilizaría España como un particular campo de tiro. El 24 de julio Bernhardt y Adolf Langenheim, el líder local del NSDAP en el Marruecos español, aterrizaron en el aeropuerto de Berlín-Tempelhof. Rudolf Hess, secretario de Adolf Hitler, organizó una reunión con el Führer al día siguiente, en el Festival de Bayreuth, después de una representación de Sigfrido de Richard Wagner.
En la noche del 25 al 26 de julio, en Bayreuth, tuvo lugar la conversación de Hitler con Langenheim y Bernhardt, quienes transmitieron la petición de Franco del envío de aviones de transporte, y finalmente se tomó la decisión fundamental de apoyar al general español. Estaban involucrados en la decisión (además de Hitler) el ministro del Aire, Göring, y el ministro de la Guerra, Von Blomberg, quienes también estaban presentes en Bayreuth.

### Motivaciones políticas para la intervención alemana
En los primeros momentos de la sublevación militar, Benito Mussolini había aprobado el envío de armas, equipo y pertrechos militares a los militares sublevados contra la República española, ayuda que más tarde aumentaría hasta el envío de un cuerpo de ejército bien equipado, el CTV. Hitler, aunque vaciló más en su decisión, al final lo hizo apoyando el envío de armas y suministros a Franco. Y es que, para Hitler existían una serie de hechos que le servirían en un futuro para su política expansionista y militarista:
- La victoria de Franco representaría un tercer enemigo poco amistoso (tras Alemania e Italia) en las fronteras con Francia.
- La tensión interna que venía existiendo en Francia entre las izquierdas y las derechas se vería exacerbada por una guerra civil en España, un motivo más de discusión entre ambos sectores. Y ello, podría servir en un debilitamiento de la posición común frente a Alemania.
- La ayuda a los italianos en el conflicto español alejaría la posibilidad de que las democracias occidentales atacasen Italia (por miedo a una guerra con Alemania) y atraería aún más a Italia hacia el III Reich alemán.
- Allá donde ganasen los militares sublevados a los republicanos, Hitler podría contar a posteriori con las ventajas de una España aliada para el momento de la inminente conflagración europea.

## Organización y composición de fuerzas

### Orígenes y creación oficial del Cuerpo expedicionario
Entre finales de julio y principios de septiembre de 1936 hubo distintos envíos de material y técnicos militares como apoyo de los militares sublevados en la guerra, destacando el envío de Junkers Ju 52 para transporte de las tropas africanas y algunos cazas Heinkel He 51 que dieron un momentáneo control de los cielos a los sublevados.
Sin embargo, el contingente de mayor importancia salió el 6 de noviembre de Alemania hacia Sevilla, el núcleo de lo que ya sería conocido como Legión Cóndor, en una operación que recibió el nombre clave de Rügen Winter, al mando del general Von Sperrle y con el coronel Von Richtofen como jefe de Estado mayor. El envío contenía aviones, así como artillería antitanque, artillería antiaérea, y varias secciones de carros de combate. En total, el personal de esta primitiva fuerza se elevaba a unos 3800 hombres, siendo aumentada esa cifra poco tiempo después hasta los 5000. En algunos aspectos, la Legión Cóndor era una unidad revolucionaria, aunque su equipo y armamento eran todavía muy primitivos; para empezar, sus aviones volaron casi siempre sin radio y las ametralladoras había que cargarlas a mano. Entonces, los bombarderos aún eran Junkers 52 y los cazas Heinkel 51, aparatos que, como se demostraría con posterioridad, eran mucho más pesados y lentos que sus homólogos rusos que ya empezaban a llegar desmontados a los puertos de Cartagena, Alicante y Valencia.

### Unidades terrestres
El grupo primitivo se encontraba apoyado por unidades de cañones antiaéreos y antitanques, así por dos unidades blindadas formadas por cuatro compañías, cada una compuesta por cuatro Panzer I. De los equipos antiaéreos, una parte fue adjuntada a las unidades de la Luftwaffe como defensa de los aeródromos mientras que la restante quedó como defensa antiaérea de las fuerzas terrestres. Dichas fuerzas se encontraban al mando de von Thoma, luego famoso experto en la guerra de blindados durante la Segunda Guerra Mundial, que en España se distinguiría por el uso de tácticas blindadas luego ampliamente empleadas durante dicha guerra.

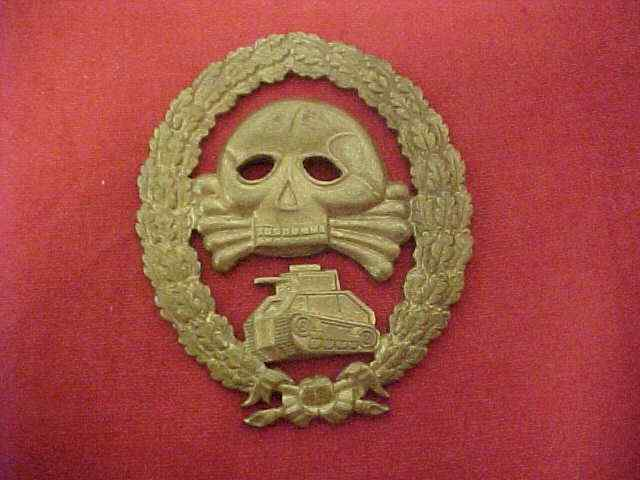
Medalla otorgada a los miembros de las compañías Panzer de la Legión Cóndor.

A instancias suyas y otros técnicos alemanes acabaría creándose la primera escuela de carros de combate, bajo el mando de Von Thoma, en el Castillo de las Arguijuelas de Arriba en las cercanías de la ciudad de Cáceres. Los tanques Panzer I resultaron totalmente inferiores frente a los T-26 soviéticos, a pesar de que fueron enviados unos 200 tanques en total. El propio Von Thoma reconoció en un interrogatorio a los americanos (al final de la Segunda Guerra Mundial) que había participado en unas 192 acciones de carros de combate a lo largo de toda la guerra española. Durante la ofensiva de Aragón, von Thoma tuvo que intervenir ante la decisión de Franco de distribuir los tanques al modo militar tradicional. En ese momento el cuerpo blindado que mandaba Thoma, comprendía cuatro batallones, cada uno con tres compañías, de las cuales cada una estaba equipada con 15 tanques ligeros. Este cuerpo iba así mismo acompañado de treinta compañías antitanque, con seis cañones de 37 mm. cada una.
Otra pieza elemental empleada por los equipos militares (eso sí, tanto de tierra como de aire) fue el empleo del cañón Flak 18 de 88 mm, un arma que demostró sus verdaderas capacidades en la guerra de España y que lo haría aún más durante la siguiente guerra.

### Fuerzas navales
A las unidades aéreas y terrestres de la primitiva Legión Cóndor se unió después un Grupo del Mar del Norte formado por especialistas en artillería naval, minas y señales, que actuaban desde los acorazados de bolsillo Deutschland y Admiral Scheer. A esta flota se le unirían el crucero ligero Leipzig así como algunos destructores. Así mismo, dos submarinos (el U-33 y el U-34) salieron para el Mediterráneo para realizar misiones secretas, en realidad para entrenar a las nuevas tripulaciones de submarinos. La presencia de estos buques provocó no pocos incidentes: el U-34 sería el responsable del hundimiento del submarino republicano C-3 en las costas de Málaga, el 13 de diciembre de 1936.
Por otro lado, en la tarde del 26 de mayo de 1937 fue bombardeado el acorazado de bolsillo Deutschland causándole más de una veintena de muertos y graves daños. Al ser informado de los sucesos, Hitler montó en cólera y ordenó el bombardeo de Valencia (entonces capital de la República). Asesorado por sus consejeros militares, decide el bombardeo de la ciudad de Almería. Así pues, el 31 de mayo el acorazado de bolsillo Admiral Scheer se presentó junto a cuatro destructores frente al puerto andaluz y realizó doscientos disparos contra la indefensa ciudad. Los daños tanto materiales como humanos fueron numerosos y Alemania resolvió a retirarse de las patrullas navales del Comité de No intervención, decisión seguida también por Italia.

### Unidades aéreas

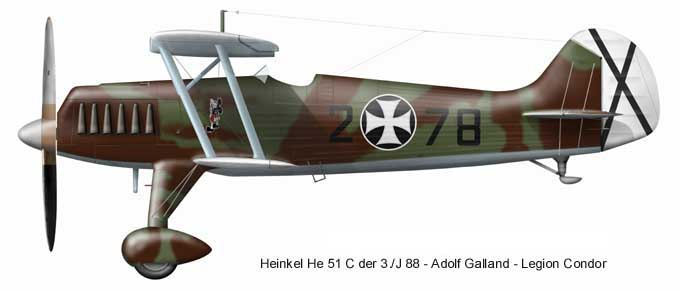
Heinkel He 51 pilotado por Adolf Galland, perteneciente al Jagdgruppe 88.

En el momento clímax de la Batalla de Madrid, hacía el 6 de noviembre salió de Alemania el grueso de las fuerzas de los componentes aéreos de la Legión Cóndor la composición de las fuerzas aéreas (Luftwaffe) pertenecientes a la Legión Cóndor, cuya organización y composición era la siguiente:

#### Composición de las unidades aéreas (noviembre de 1936)
Legión Cóndor

Comandante superior: Generalmajor Hugo Sperrle
- Führungsstab S/88: Estado Mayor

Unidades aéreas (Fuerza de 136 aviones):
- Jagdgruppe J/88: Grupo de cazas con 4 escuadrones de Heinkel He 51 (48 aviones).
- Kampfgruppe K/88: Grupo de bombarderos con 4 escuadrones de Junkers Ju 52 (48 aviones).
- Aufklärungsstaffel A/88: Grupo de reconocimiento con 4 escuadrones:
  - 3 Escuadrones de reconocimiento de largo radio de acción equipados con Heinkel He 70 (18 aviones).
  - 1 Escuadrón de reconocimiento de corto radio de acción equipado con Heinkel He 45 (6 aviones).
- Gemischte Aufklärungs- und Bombenstaffel See AS/88: Grupo de reconocimiento naval compuesto de 2 escuadrones:
  - 1 Escuadrón equipado con Heinkel He 59 (10 aviones).
  - 1 Escuadrón equipado con Heinkel He 60 (6 aviones).
- Luftnachrichten-Abteilung Ln/88: Batallón de transmisiones compuesto de cuatro compañías.
- Flak-Abteilung F/88: Batallón antiaéreo equipado con seis baterías.
  - 2 baterías equipadas con FlaK-30 de 20 mm (10 piezas).
  - 4 baterías equipadas con FlaK-18 de 88 mm (20 piezas).
- Luftzeuggruppe und Luftpark P/88: Dos compañías de mantenimiento de la Luftwaffe.
- Munitions-Anstalt MA/88: Depósito de municionamiento
- Sanitäts-Abteilung San/88: Batallón médico
- Lazarett Laz/88: Hospitales de campaña
- Wetterstelle W/88: Unidad meteorológica

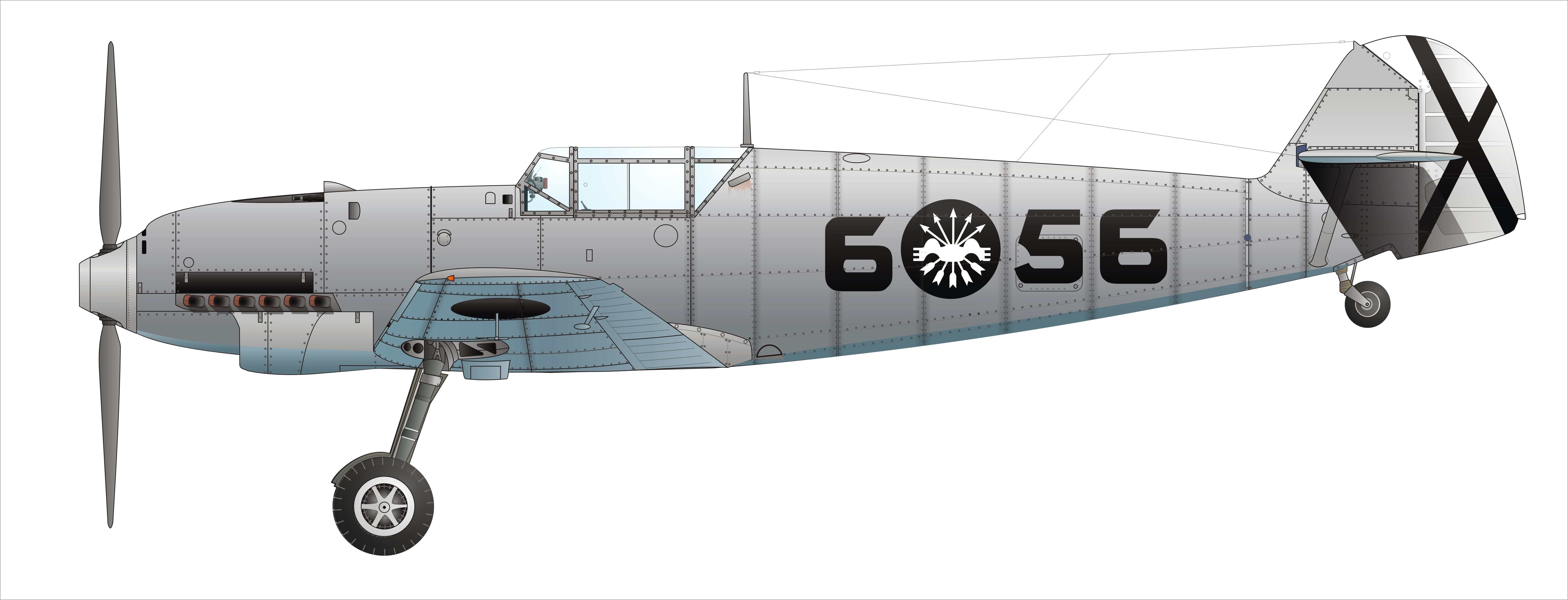
Bf 109 C-1, perteneciente al Jagdgruppe 88.

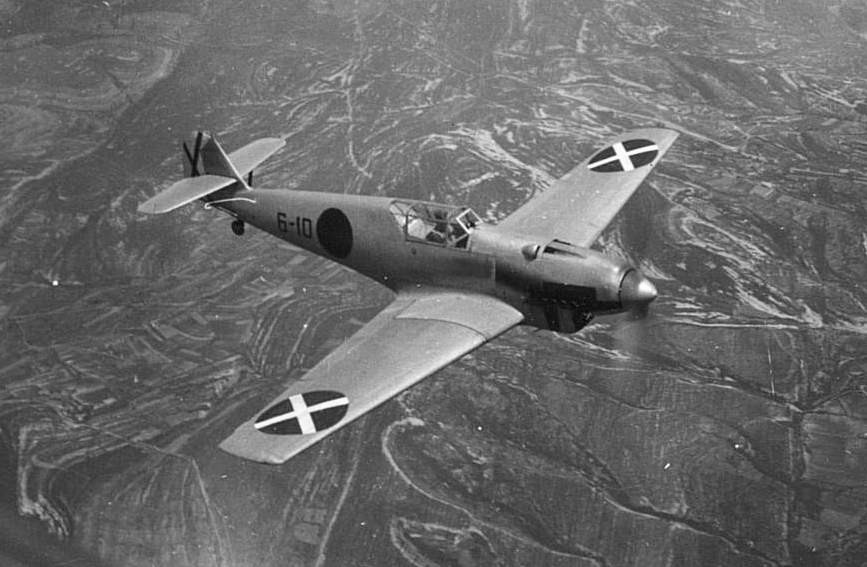
Bf 109 de la Legión Cóndor.

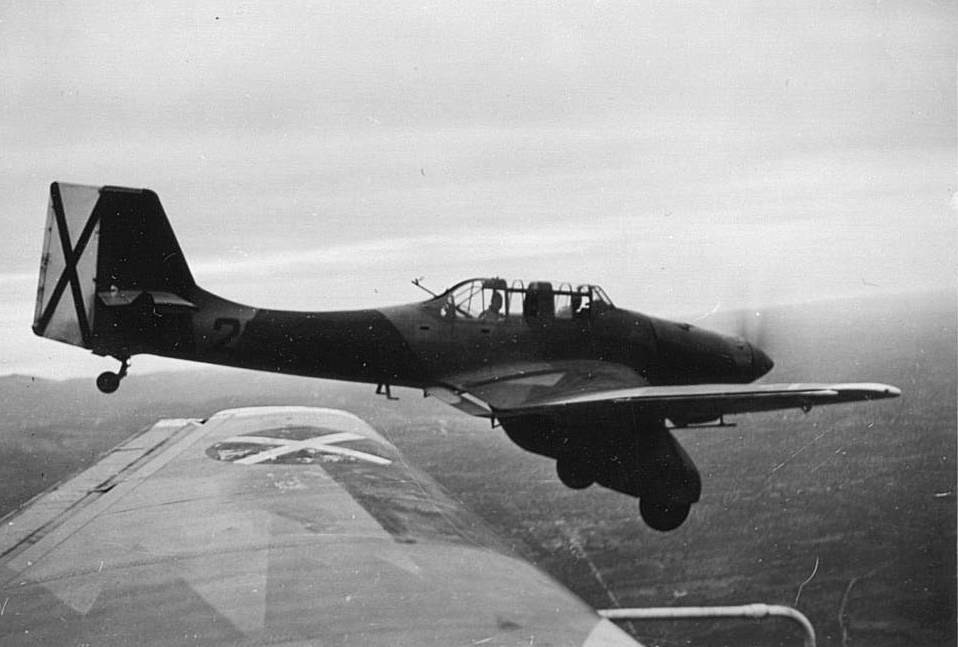
Junkers Ju 87A de la Legión Cóndor.

Conforme avanzó la guerra, aumentó el número de aviones que componían la Legión Cóndor, pero también aumentó tanto la calidad de sus aparatos como de sus pilotos y técnicos. Después de la derrota de Franco frente a Madrid, los alemanes vieron la necesidad de aumentar los envíos de material y hombres. Ante las perspectivas de una guerra larga, enviaron su mejor armamento para probarlo en el particular Polígono de tiro español. Al final de la guerra los alemanes habían enviado unos 600 aviones a España, entre los que se contaban 136 aviones Messerschmitt Bf 109, 125 aparatos Heinkel He 51, 93 Heinkel He 111 y 63 Junkers Ju 52. También destacaron 33 aviones Heinkel He 45 y otros 20 aparatos Heinkel He 46, así como 31 aparatos Dornier Do 17 y 5 Junkers Ju 87, el luego famoso Stuka.

#### Acuartelamientos y aeródromos de la Legión Cóndor
- Aeródromo de Tablada (Sevilla).
- Cuartel de Santo Tomé.
- Aeródromo Militar de León, Cuartel General.
- Aeródromo finca Las Migueras-Villa del Prado.
- Aeródromo de La Albericia (Santander).[10]
- Aeródromo de Pontejos (Cantabria).[11]
- Aeródromo de la Cenia (Tarragona).[12]

## Historial de operaciones

### Del cruce del estrecho a las batallas por Madrid
Al inicio de la batalla de Madrid, llegó el primer contingente importante de tropas y equipo de la primitiva Legión Cóndor. Una vez instalados en bases españolas (la sección de hidroaviones lo hizo en Palma de Mallorca, mientras que el resto de unidades en la península ibérica) las unidades aéreas se dedicaron a bombardeos estratégicos sobre Madrid (iniciados ya por los sublevados, ahora continuados por los alemanes) con una intensidad cada vez mayor. Lo cierto es que los asesores militares alemanes buscaban ver el comportamiento de la población madrileña ante este tipo de bombardeos y su reacción. Las operaciones posteriores al asalto a Madrid (especialmente durante los combates en el Jarama) significaron un fracaso para Franco porque no pudo doblegar la capital, pero para la Legión Cóndor supuso todo un campo de aprendizaje en el empleo a gran escala de armas modernas en una batalla terrestre que tácticamente no había cambiado mucho desde las de la Primera Guerra Mundial.
Tras la derrota italiana de Guadalajara, las escuadrillas de la Legión Cóndor se trasladarían al frente norte y solo volverían al centro con motivo del Contraataque republicano en Brunete. Aquí las tropas republicanas lograron conseguir un importante éxito inicial pero, como sería habitual en sus ofensivas, esta se agotó después de unos días. Y al contraataque sublevado se unió la respuesta aérea de la Legión Cóndor, que con la presencia de los nuevos Messerschmitt Bf 109 y los Heinkel He 111 concedió el dominio absoluto del aire a los sublevados, y Brunete fue reconquistado de nuevo. Las pérdidas de la Legión Cóndor fueron mínimas en comparación con el daño infligido a la aviación republicana.

### Campaña del Norte
Madrid resultó un hueso muy duro de roer para Franco, por lo que este puso sus ojos sobre el frente norte, militarmente débil y políticamente desunido. Las escuadrillas alemanas se estaban trasladando hacia el Cantábrico cuando se produjo el bombardeo de Durango, antesala de otro en el que la futura Lutfwaffe sería partícipe.

#### El bombardeo de Guernica

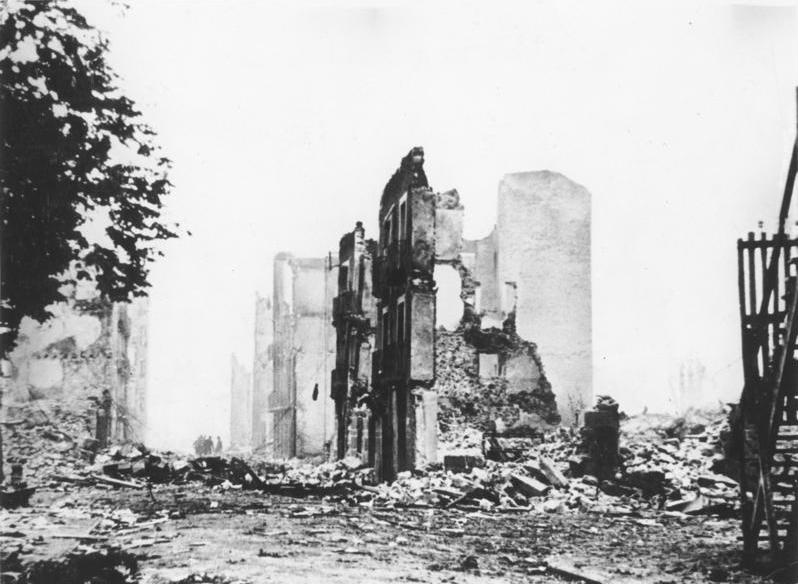
Ruinas de Guernica después del bombardeo.

La Operación Rügen —como se llamó en clave el bombardeo de Guernica— el 26 de abril de 1937 fue la primera vez que la acción de la fuerza aérea alemana causó un gran número de víctimas civiles. Los alemanes habían estado practicando nuevas técnicas («Bombardeo en alfombra») hasta entonces nunca vistas, sobre objetivos aislados como el Bombardeo de la Fabricona de Golpejar (días antes del bombardeo de Guernica). Se dieron órdenes a los pilotos de bombardear el puente de Rentería y la ciudad vasca de Guernica, poblada por 7000 habitantes. El puente, que constituía el principal objetivo militar del bombardeo aéreo, se salvó paradójicamente. La operación dio lugar a una mordaz condena internacional. Fue entonces cuando la atención internacional se centró en la participación de la Alemania nazi y la Italia fascista en el conflicto. Hasta entonces, la política alemana de ayuda militar y de personal técnico se había negado públicamente o había sido silenciada. Con el bombardeo fue comunicada públicamente, de conformidad con la posición de neutralidad que había declarado durante la firma del Pacto de no intervención, aunque ni Francia ni Gran Bretaña hicieron reacciones al respecto.
Con posterioridad, esta destrucción ha recibido amplia cobertura mediática y ha creado una percepción internacional de lo que fue la participación alemana en el conflicto español. El régimen de Franco, ante el rechazo internacional, siempre intentó negar su participación en el bombardeo y acusó al bando republicano de ser el responsable de la destrucción de la villa vasca en clara alusión a lo ocurrido durante la batalla de Irún el año anterior. Con posterioridad reconoció que el bando republicano no había sido el responsable, aunque advirtió que solo los oficiales alemanes son responsables del ataque, a pesar de que su personal lo había aprobado, de conformidad con las tácticas de terror de masas empleadas en Bilbao, Madrid y Barcelona. No obstante, nunca ha estado del todo aclarada la participación y el grado de conocimiento que el bando sublevado tuvo respecto a la planificación del ataque. El Gobierno vasco de la época cifró las víctimas del bombardeo en 1.654 muertos y 889 heridos —sin precedentes en bombardeos de objetivos civiles hasta el momento—. La publicación de estas cifras provocó una protesta internacional, que sería la inspiración de la pintura Guernica de Pablo Picasso, que desde entonces se ha convertido en icono de los horrores de la guerra. El bombardeo de Guernica muestra, de alguna manera, cómo las fuerzas fascistas del general Franco en España habían llegado a depender en gran medida de la pericia de los pilotos alemanes e italianos, pero también la independencia con que actuaban estas respecto al bando sublevado.

## Militares y otros participantes más destacados
- Hermann Aldinger.
- Oskar Dirlewanger.

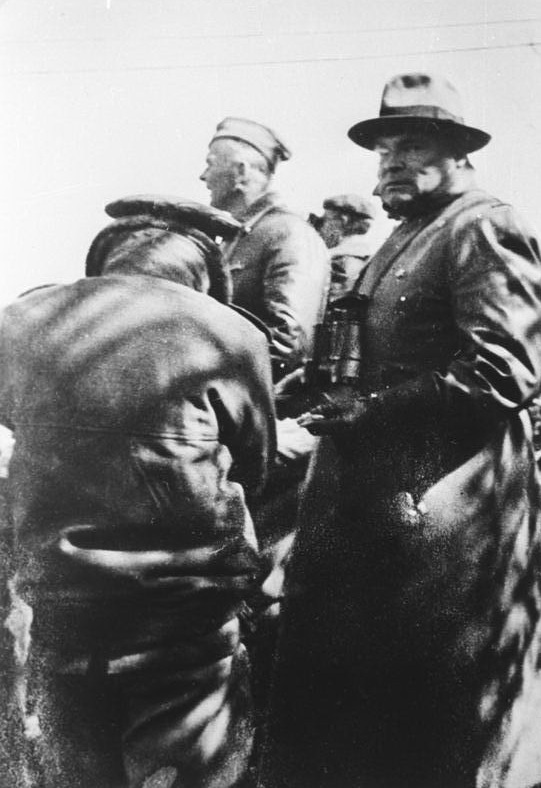
Wolfram von Richthofen y Hugo Sperrle durante la guerra.

- Rudolf Demme (instructor jefe de vuelo).
- Adolf Galland (1912-1996). Llegó a España a mediados de 1937, asumiendo rápidamente el mando del 3.º Grupo de Caza (3.J/88). Participó activamente en combates, desarrollando tácticas y técnicas de combate, hasta que en 1938 volvió a Alemania.
- Hajo Herrmann.
- Günther Lützow (1912-1945). Fue enviado a España a principios de 1937, asumiendo el mando del 2.J/88. Participó en el bombardeo de Guernica.
- Werner Mölders (1913-1941). Comandante de Escuadrón al mando del 3.º Grupo de Caza (3.J/88). Fue el primer As de la Legión Cóndor con 14 victorias.
- Eduard Neumann.
- Wolfram Freiherr von Richthofen. Jefe del Estado Mayor de la Legión Cóndor y luego Comandante en jefe de la misma, desde octubre de 1938 hasta el final del conflicto.
- Hugo Sperrle (1885-1953). Primer comandante de la Legión Cóndor, hasta el 1 de octubre de 1937. Su apodo era "Sander".
- Karl Schweikard.
- Wilhelm von Thoma (1891-1948). Organizador de las fuerzas blindadas alemanas en 1934. Fue el jefe de los instructores alemanes destinados en el Ejército Nacionalista y también de las fuerzas blindadas agregadas a la Legión Cóndor.
- Hannes Trautloft (1912-1995). Fue uno de los primeros pilotos de la Legión Cóndor llegados a la península.
- Hellmuth Volkmann (1889-1940). Comandante de la Legión Cóndor a partir del 1 de noviembre de 1937 hasta octubre de 1938. Apodado como "Veith".
- Heinrich Ehrler (1917-1945). Perteneciente al batallón de antiaéreos de la Legón Cóndor, pero que durante la Segunda Guerra Mundial llegaría a ser un As de los cazas de combate, con 208 derribos acreditados.
- Walter Warlimont (1894-1976). Teniente coronel de la Wehrmacht, fue enviado a España para actuar de enlace entre el Ministerio de Guerra del Reich y las autoridades sublevadas, y también como jefe de los voluntarios alemanes desplegados en España. Hizo hincapié en sus informes a la superioridad inicial del campo republicano en los aviones y tanques, así como en la necesidad de fortalecer a Franco en estos aspectos mediante el envío de una fuerza expedicionaria.
- Chiang Wei-kuo (observador extranjero).

## Implicaciones económicas: los negocios alemanes en España

### Bernhardt: La clave de la intervención alemana
Johannes Bernhardt era un empresario alemán que antes de la guerra había emigrado de Alemania a España por la Gran Depresión, estableciéndose en el Protectorado español de Marruecos. Allí había hecho grandes negocios en él, extendiendo su red de influencia entre algunos sectores económicos y militares.

### HISMA y ROWAK
La Sociedad Hispano-Marroquí de Transportes (HISMA) fue una empresa fantasma constituida en Tetuán (Marruecos español) el 31 de julio de 1936, controlada por el Partido Nazi y que tenía como finalidad servir de tapadera al tráfico de armas para el bando franquista durante la guerra civil española. Su labor fue fundamental en la operación para transferir una parte del Ejército de África a la península ibérica. También organizó el primer contingente alemán en el bando franquista. Las ayudas de Hitler a Franco, que recibía a través de HISMA, eran compensadas por medio de exportaciones a través de otra empresa ficticia alemana creada por orden de Hermann Göring, la ROWAK (Rohstoff und Wareneinkaufgesellschaft). Sin embargo, quien verdaderamente controlaba todas las operaciones económicas en España era Johannes Bernhardt.

## Consecuencias de la intervención

### Costes económicos y datos de la participación
En 1939, los envíos alemanes se habían realizado en 180 expediciones a lo largo de toda la contienda. Las fuerzas alemanas presentes durante la guerra civil española se elevaron como máximo a unos 10 000 hombres, aunque en el desfile de Berlín de mayo de 1939 participaron unos 14 000 veteranos. Los alemanes que ayudaron a los sublevados probablemente fueron más de 16 000, muchos de los cuales eran personal civil e instructores. Sin embargo, el núcleo de estos era la Legión Cóndor, y esta siempre estuvo compuesta por un número que no superó los 5000 efectivos. De todo el conjunto, murieron a lo largo de la guerra unos 300 alemanes.

## La Legión Cóndor desde la posguerra española hasta nuestros días

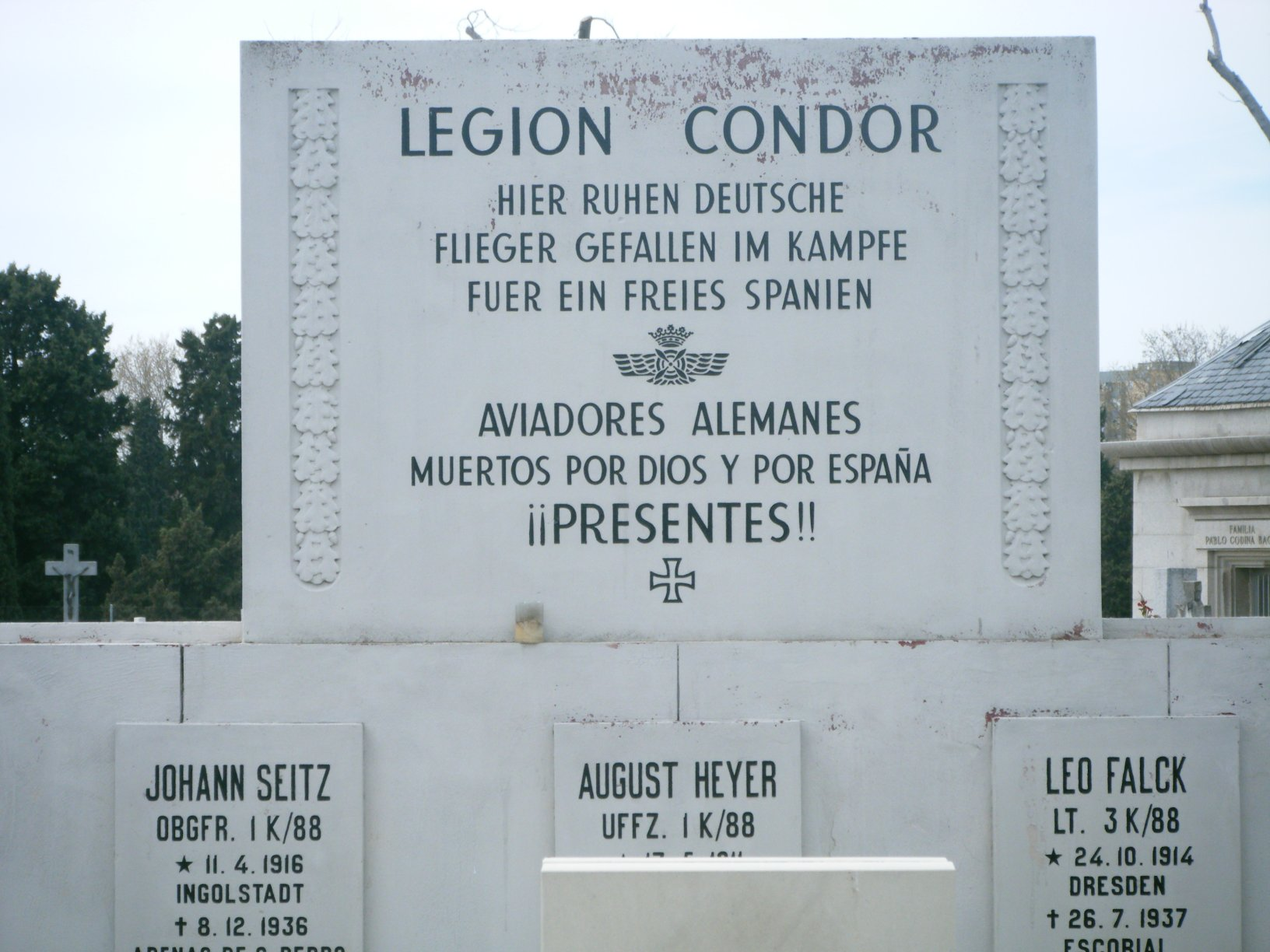
Monumento situado en el Cementerio de la Almudena de Madrid en recuerdo a los alemanes de la Legión Cóndor muertos durante la guerra civil española.

La Cruz española (Spanienkreuz) fue la condecoración entregada a los veteranos de la Legión Cóndor por las autoridades nazis desde el 14 de abril de 1939. Debido a la naturaleza secreta de las actividades alemanas en España durante la guerra, hasta entonces no había sido entregada ninguna condecoración oficial por parte de las autoridades militares alemanas, aunque algunos militares alemanes habían recibido condecoraciones por parte de las autoridades franquistas en agradecimiento a sus servicios durante algunas operaciones militares. Durante el desfile de la Victoria celebrado el 19 de mayo en Madrid participaron algunos miembros de la Legión Cóndor, al igual que en la concentración aérea que tuvo lugar en el aeropuerto de Barajas el día 12 del mismo mes. El 22 de mayo tuvieron una fastuosa despedida (la noche anterior se celebró un desfile de antorchas) en el aeródromo de La Virgen del Camino, donde marcharon cinco mil legionarios hasta terminar en la catedral de León, con la asistencia de personalidades como el jefe del Ejército del Aire Alfredo Kindelán o el obispo Carmelo Ballester. Presidió los actos el ya dictador Franco, que agradeció la ayuda de las legiones alemanas para derrotar a «la escoria comunista de Europa» en territorio español y recalcó así su importancia decisiva para la victoria:

Siempre he considerado la "Legión Cóndor" como una de las instituciones de nuestra cruzada.

El 24 de mayo salieron de España desde el puerto de Vigo, desfilando por las calles de la ciudad en otra espectacular desfile militar al estilo fascista. Después de abandonar la península a bordo de varios buques (entre ellos, el luego famoso Wilhelm Gustloff), tuvieron un gran recibimiento en Alemania, especialmente durante una parada militar el 6 de junio a la que asistió el propio Hitler. Con el comienzo de la Segunda Guerra Mundial, gran parte de los voluntarios que habían luchado en España tuvieron una destacada actuación en la misma, especialmente Richthofen, Sperrle, Von Thoma o Galland. Otros, como Werner Mölders, morirían durante la guerra.

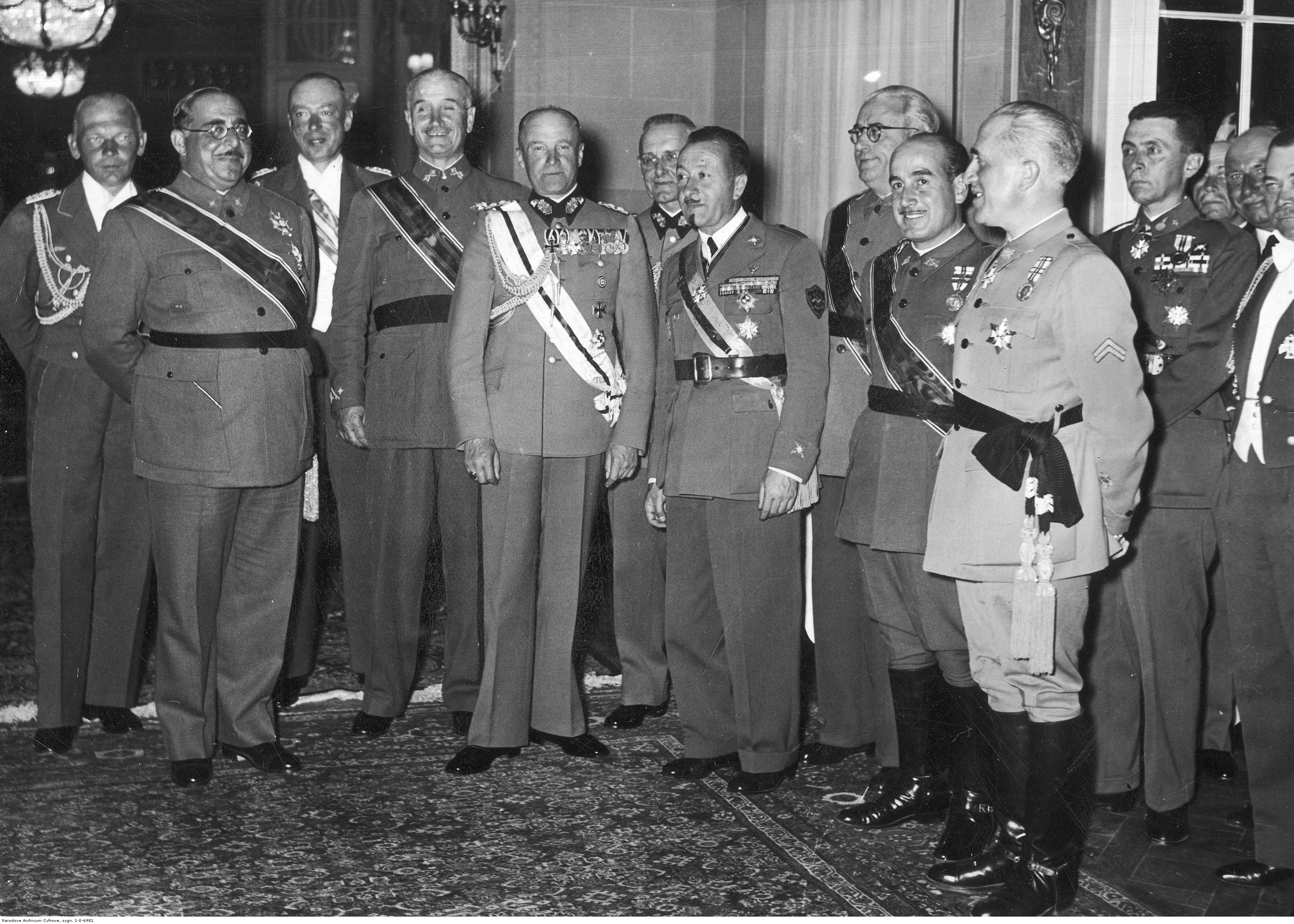
Comitiva de generales españoles en Berlín durante el viaje de vuelta de la Legión Cóndor a Alemania. Aparecen el comandante del Ejército Alemán Von Brauchitsch, el jefe del Estado Mayor Franz Halder y el general de la Luftwaffe Von Richthofen; reunidos con los generales españoles Queipo de Llano, Yagüe y Aranda.

Hasta principios de los 90 no existió en la RFA un activo movimiento de recriminación por las actividades de la Legión Cóndor en España y la presencia de ciudadanos alemanes entre los que ejecutaron el bombardeo de Guernica. En 1997, en el 60.º Aniversario de la Operación Rügen, el entonces Presidente de la República Roman Herzog escribió una carta a los supervivientes del bombardeo donde se disculpaba públicamente en nombre del pueblo y el estado alemanes. Herzog expresó que quería tender una mano de amistad y reconciliación en nombre de todos los ciudadanos alemanes. Este sentimiento ha sido después ratificado por miembros del Parlamento alemán que en 1997 aprobaron eliminar a todos los miembros de la Legión Cóndor que fueran nombrados en los registros militares alemanes a militares heroicos.